# Димитър Байрактаров
Димитър Кирилов Байрактаров е български журналист, икономист и политик. Народен представител в XLIII народно събрание от групата на „Патриотичен фронт“. 

## Биография
Димитър Байрактаров е роден през 1964 г. в гр. Велинград. Владее английски и руски език. Учи съдебно-счетоводна експертиза в Москва, завършва в УНСС в София със специалност икономика и организация на труда. Работи като финансов експерт, учител в Техникума по икономика и туризъм във Велинград.
Също като телевизионен водещ в телевизия СКАТ е автор на предаването „От упор“, което стартира на 19 юли 2009 г. и се излъчва до 5 февруари 2017 г. Напуска телевизията и НФСБ през февруари 2017 г., като посочва „морални причини“ за решението си. Кандидат за независим народен представител в XLIV народно събрание.

## Политическа дейност

### Парламентарни избори през 2022 г.
На парламентарните избори през 2022 г. е кандидат за народен представител от гражданската квота на коалиция „Справедлива България“, водач на листите в 25 МИР София и 26 МИР София-област.